# Ciencia en al-Ándalus

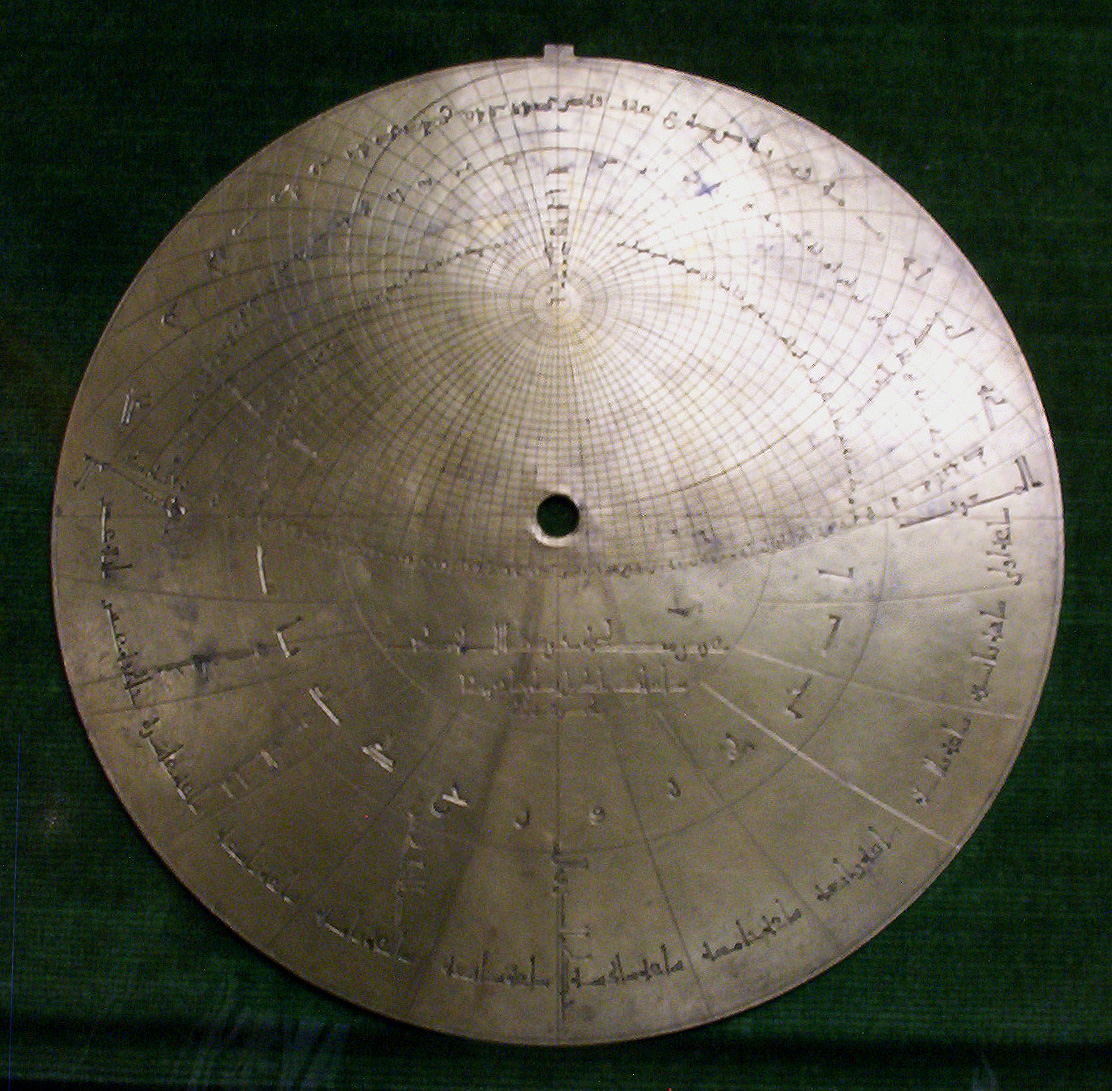
Astrolabio andalusí de Toledo de 1067.

La ciencia en al-Ándalus fue la práctica científica en los territorios andalusíes de la península ibérica, que alcanzó un alto grado de perfeccionamiento, superior al resto de Europa durante la Edad Media.[cita requerida] El florecimiento de la ciencia y del conocimiento en Al-Ándalus se produjo en primer lugar en la ciudad de Córdoba, para después en el periodo de las taifas, extenderse por todos los territorios de al-Ándalus, especialmente las ciudades importantes (Zaragoza, Toledo, Sevilla, Granada, etc.), pues la civilización andalusí se fundamentaba en el desarrollo e importancia que tuvieron las ciudades, cuando en el resto de Europa durante la Edad Media la mayoría de los núcleos urbanos contaban con escasa densidad de población.
En un principio el movimiento científico, escrito en árabe en la Edad Media, empieza por el conocimiento del legado heredado, por una parte de la cultura clásica de los Griegos, y por otra parte las ideas provenientes de Asia (principalmente de China y la India). Durante el califato destacaron fundamentalmente en las áreas de astronomía y medicina, aunque en menor medida hubo representantes en la farmacopea, la alquimia, la agricultura, la botánica, las matemáticas (aplicadas), la ingeniería hidráulica, etc.

## Propagación de la ciencia
Gracias al uso del papel, que permitía copias económicas, en el mundo andalusí hubo una gran abundancia de libros, no fue un objeto de lujo, como solía serlo en el resto de Europa, donde al no conocer el papel y los progresos de la tinta y tener como soporte para escribir la piel de animales, el cuero, el libro tendrá un precio muy alto, accesible solo para las clases adineradas.
Esta gran abundancia libraria, y la alta alfabetización, si de nuevo se compara con el resto de Europa, hará que haya gran número de bibliotecas. La más conocida, sin duda, es la biblioteca de al-Hakam II en Córdoba (una de las 70 en la ciudad) contenía 400,000 volúmenes, entre los que se encontraban, tanto traducciones de obras griegas, como las aportaciones medievales al desarrollo de la ciencia y la cultura (véase: Ciencia medieval).

## Ciencia

### Astronomía

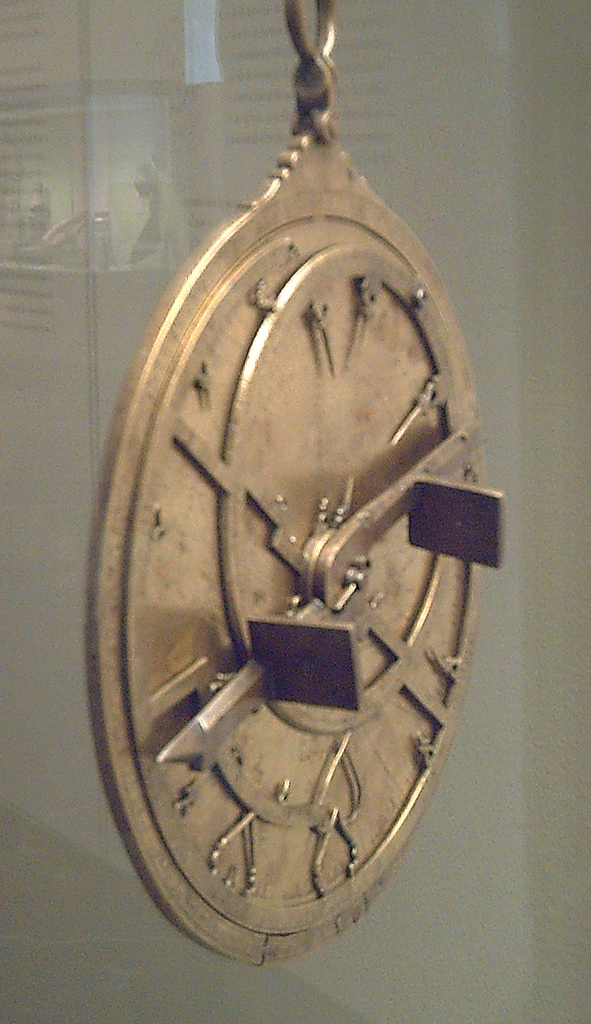
Astrolabio andalusí Toledo 1067.

En la ciencia de al-Ándalus la astronomía alcanza un gran avance, se centra fundamentalmente en la elaboración de precisas tablas astronómicas, métodos geométricos y trigonométricos y la elaboración de instrumentos de medida: astrolabios, ecuatorios, azafeas, nocturlabios, etc. Algunos de los instrumentos como pueden ser los astrolabios (que son una proyección estereográfica meridional de la esfera celeste sobre el plano del ecuador) alcanzan un alto grado de refinamiento y detalle respecto a los empleados anteriormente ya algunas piezas han llegado a nuestros días en aceptable estado de conservación. Entre los constructores de instrumentos cabe destacar a Ibrahim ibn Sahli que en 1067 hizo un astrolabio conservado hoy en día, Azarquiel, que vivía en Toledo, constructor e inventor del astrolabio que podía ser usado en cualquier latitud terrestre, la Azafea. Fue Ermanno Contratto (1013-1054), matemático alemán conocedor del idioma árabe, el que escribe un tratado sobre el astrolabio cerca del año 1026 conservando algunas de las terminologías árabes, en este libro De mensura astrolabii líber es una traducción de los conceptos que se empleaban en la España andalusí.
Algunos de los astrónomos andalusíes son: Ibn Aflah (muerto aproximadamente en el 1150) gran estudioso de los sabios griegos, su obra más conocida es el kitâb al-Hay’ah (Libro de Astronomía); o Ibn Jalaf, que desarrolló un tipo de proyección astronómica (siglo XI).
Una de las ciencias relacionadas con la astronomía que sufrió de un avance en el Ándalus fue la gnomónica, se elaboraron cuadrantes solares, en esta época medieval eran todos estos, o por lo menos en su gran mayoría, planos, denominados al-basit (‘superficie plana’), construidos en mármol (Ruchâmet), o en placas de cobre. De sistemas horarios de horas temporarias y con indicaciones de sombra hacia La Meca (mediante la Alquibla).

### Medicina
Los orígenes de la medicina árabe ocurren en los tiempos del Imperio de Bizancio cuando los cristianos nestorianos son expulsados y se establecen en Persia (489 d. C.) durante el imperio Sasánida. Fundaron una escuela de medicina en la ciudad de Gondishapur y desde entonces se convertirían a comienzos del siglo VI en los grandes intercambiadores de conocimiento médico entre la cultura griega y la oriental, traduciendo las principales obras médicas de la antigüedad del griego y latín al árabe. La medicina unida de la famacopea fueron alcanzando niveles máximos cuando en el año 1126 nace Averroes (nació en Córdoba). Cabe destacar que alguna parte de los médicos eran cristianos y judíos con nombres árabes, estos médicos hacían sus funciones en los hospitales y junto a los califas. En la medicina andalusí existía un concepto para determinar el nivel de experiencia en la ejecución de las tareas médicas: Hakim (en árabe moderno significa sabio) era el médico que curaba por similitud, el Tabib que empleaba los contrarios, el Mutatab que tenía la categoría de ayudante de los Hakim y Tabib.
El primer médico conocido del periodo andalusí fue Harets, En-Nadr y Ibn abi Rabitha. Uno de los precursores de la cirugía es Abul Qasim Khalaf ibn al-Abbas al-Zahrawi (conocido abreviadamente como Abulcasis) nació en 936 en Zahra en las cercanías de Córdoba, fue conocido por haber realizado una enciclopedia médica denominada: Al-Tasrif (traducido posteriormente por Gerardo de Cremona al latín), el tomo de cirugía es especialmente detallado, describe como quitar piedras del páncreas, operaciones oculares, del tracto digestivo, etc. así como el material quirúrgico necesario. Otros médicos andalusíes fueron: Arib Ibn Said que puso remedios a ciertas enfermedades infecciosas, Al-Gafiqi, Inn Jazla, Abu Al-Fila, Al-Baitar, Ibn Samajun, Maimónides (vivió y nació en Córdoba), Avenzoar, Abu Marwan ibn Zuhr (1091-1161).
Cabe destacar la influencia de Mesué Hunayn ibn Ishaq conocido abreviadamente con su nombre latino como Johannitius o Mesué el Viejo fue un destacado traductor de obras de medicina en Persia debido a su gran capacidad o 'don de idiomas', dedicó varios estudios de oftalmología que llegaron a manos de los médicos andalusíes. Algunos de los médicos andalusíes fueron influenciados por médicos del entorno árabe y persa como pudo haber sido Al-Razi o Avicena.

### Botánica
La botánica estaba muy unida con la farmacopéa y la medicina, es por esta razón por la que parte de los médicos eran al mismo tiempo expertos en aspectos botánicos. Cabe destacar en este campo al naturalista Ibn al-Baitar considerado como el mejor botánico tras Dioscórides. Un equipo de médicos cordobeses dirigido por monje bizantino Nicolás llevó a cabo una taxonomía de especies botánicas que constituiría una base de la escuela farmacológica andalusí.

### Matemáticas
En el siglo VIII destaca en el campo de las matemáticas el autor Maslama de Madrid (de nombre completo Abu-l-Quasim Maslama ibn Ahmad al-Faradi al-Hasib el-Qurtubí al-Mairití) entre sus alumnos más destacados se encuentra Abu-l-Quasim Asbag. Ya posteriores se encuentran: Ibn al-Samh hizo varios tratados sobre las secciones de un cilindro, Ibn Muad de Jaén que comentó obras de Euclides.
En los últimos años del reino de Granada destaca la figura de Al-Qalasadi.
Ibn Tufayl nos cuenta en su obra Risala Hayy ibn Yaqzan (El filósofo autodidacto) como "todos los hombres de espíritu elevado que han vivido en al-Ándalus, antes de que se divulgase en este país la ciencia de la lógica y de la filosofía, consagraron su vida únicamente a las ciencias matemáticas, alcanzando en ellas un alto grado". Por tanto vemos como en al-Ándalus primero se trabajó y desarrolló la matemática y después se desarrolló la filosofía.
Gran parte de los conocimientos matemáticos se aplicaron a la astronomía y astrología (levantando casas zoodiacales para los poderosos). Algunos matemáticos-astrónomos como Djabir b. Aflah en el siglo XII llegaron a criticar la falta de rigor matemático de las obras de Ptolomeo.

### Ingeniería

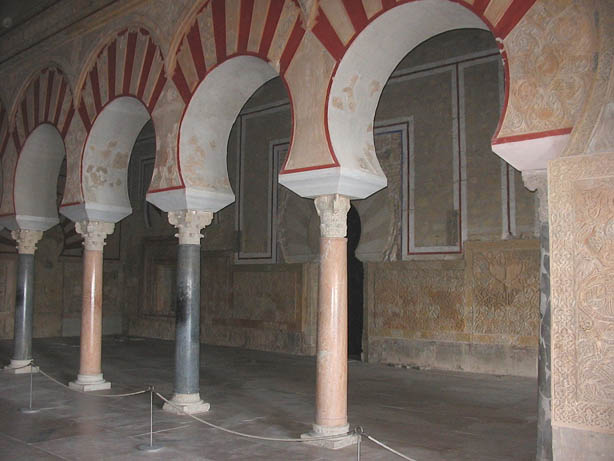
La arquitectura posee un gran atractivo visual.

Estatua de Abbás Ibn Firnás, científico y humanista andalusí durante el Emirato de Córdoba. Ibn Firnás confeccionó en 875 unas alas de madera, seda y plumas de rapaces con las que saltó desde una torre de Córdoba (actual España) consiguiendo mantenerse en el aire durante unos segundos. Se le considera la primera persona en realizar intentos científicos de volar.

Bajo este epígrafe cabe destacar a Al-Karayi, matemático que desarrolló diversas aplicaciones en el campo de la ingeniería. Una de las ramas más aplicadas de la ingeniería es la arquitectura, que tiene su máximo exponente en la construcción de las mezquitas (todas ellas con su qibla, un ejemplo magnífico puede verse en la Mezquita de Córdoba), los materiales preferidos eran el ladrillo árabe, el mármol, el yeso para las decoraciones, otras construcciones típicas eran las fortificaciones (como la Alhambra de Granada), los grandes baños (denominados hammam), las madrasas (Escuelas de enseñanza), las alcaicerías (denominadas también qisarias) se trataba de espacios herméticos ubicados en el interior del zoco en el que se realizaban las ventas de las mercancías más valiosas. Las alhóndigas (denominadas también funduq) que eran despensas destinadas a almacenar productos alimenticios así como para servir como alojamiento provisional de mercaderes. La arquitectura dio soporte a diversas corrientes artísticas: taifal, el almorávide, el almohade, el nazarí, el mudéjar.

### Historia de la Ciencia
Una de las muestras del gran desarrollo que adquirió la ciencia en al-Ándalus es que se escribe sobre "Historia de la Ciencia", es decir, se reflexiona sobre la ciencia, su evolución, sus logros, factores que permiten el desarrollo de la misma, etc.
Quizá el autor más conocido sea Said Al Andalusi, nacido en Almería en 1029, y autor de la obra "Libro de las Categorías de las Naciones" (editorial Akal, 1999). En esta obra el autor plantea que las naciones se pueden dividir en dos categorías, las que se han interesado por las ciencias y las que no. De las primeras proceden las formas de saber y las diferentes clases de conocimientos. Entre las categorías (naciones, pueblos) que se interesaron por la ciencia dice: "comprende ocho pueblos: los indios, los persas, los caldeos, los griegos, los romanos, las gentes de Egipto, los árabes y los hebreos".

## Pensadores y científicos
- Abdallah al-Bakri
- Ibn Walid - Médico basado en la dieta alimenticia
- Ibn al-Bagunis - Matemático
- Azarquiel - constructor de instrumentos astronómicos
- Ibn Jaldún
- Ibn Gabirol
- Abenalsid
- Abenalarif
- Abraham ben Meir ibn Ezra
- Abbás Ibn Firnás - precursor de la aeronáutica

## Novela
- "Azarquiel, el astrónomo de Toledo", Mariano Calvo, 2002, ISBN: 84-95453-25-8. Novela ambientada en la época que narra las aventuras de Azarquiel.